# Южноокситанские диалекты
Южнооксита́нские диале́кты (фр. occitan moyen) — группа диалектов окситанского языка, распространённых в южной части Франции. Противопоставлены северноокситанским диалектам (в некоторых классификациях обозначаются как среднеокситанские и противопоставляются северноокситанским и гасконскому диалектам). В состав южноокситанской диалектной группы включают лангедокский (лангедокско-гиеньский) и провансальский диалекты. На базе каждого диалекта существуют конкурирующие друг с другом литературные стандарты с собственными вариантами орфографии (созданные фелибрами — провансальский вариант и сторонниками «окситанизма» — окситанский вариант). Иногда в число южноокситанских включают гасконский диалект.
Южноокситанские говоры существуют главным образом в сфере повседневного общения жителей сельской местности в южной Франции наряду с французским языком.
В «Атласе языков мира, находящихся под угрозой исчезновения» (Atlas of the World’s Languages in Danger) организации UNESCO южноокситанские диалекты отнесены к исчезающим.

## Вопросы классификации
В южноокситанский диалектный ареал включают:
- Лангедокский диалект:
  - Северные говоры (говоры Руэрга, Жеводана, Орийака);
  - Восточные говоры (говоры Битеруа, Монпелье, Севенн);
  - Западные говоры (говоры Ажена, Керси, Альбижуа);
  - Южные говоры (говоры Тулузы, Фуа, Донезане, Нарбонны).
- Провансальский диалект:
  - Ронские (нижнеронские) говоры (основа провансальской литературной нормы);
  - Приморские говоры;
  - Ниццкие говоры (включая говоры Брига-Альта и Оливетта-Сан-Микеле в Италии);
  - Шуадит (вымершие говоры евреев исторической области Конта-Венессен).

Разделение диалектных ареалов окситанского языка (в особенности южного ареала) основывается скорее на историко-географических, нежели на структурно-типологических принципах. Выявление границ диалектных групп и тем более отдельных диалектов, которые были бы основаны на пучках изоглосс языковых черт, затруднено особенностями лингвистического ландшафта окситанского языка, поэтому границы диалектов отражают прежде всего границы исторических регионов южной Франции.
Южноокситанские диалекты противопоставлены северноокситанским. В тех классификациях, в которых в окситанский ареал включают гасконский язык, южноокситанские противопоставляются северноокситанской и аквитанской группам диалектов. Иногда аквитанские (гасконский и беарнский) диалекты включают как подгруппу в состав южноокситанских диалектов.
Некоторые исследователи по наличию комплекса общих изоглосс объединяют провансальский с северноокситанскими диалектами в арверно-средиземноморскую группу, которая противопоставляется лангедокскому диалекту (центрально-окситанскому). При этом часть лангедокских говоров (Тулузы, Каркассона и Нарбонны) относят к аквитано-пиренейской группе (в которую включают гасконский и каталанский языки).

## Ареал
Южноокситанские диалекты размещены в южной части окситанского языкового ареала на территории исторических областей Лангедок, Гиень и Прованс.
Лангедокский диалект распространён в регионах Юг-Пиренеи и Лангедок-Руссильон. В регионе Юг-Пиренеи лангедокский ареал охватывает территории департаментов Аверон, Ло, Тарн, Тарн и Гаронна, а также территории северо-восточных районов департамента Гаронна Верхняя и восточных районов департамента Арьеж. В регионе Лангедок-Руссильон говоры лангедокского диалекта распространены на территориях департаментов Од, Эро, Лозер, а также на территории западных районов департамента Гар. Кроме того говоры лангедокского диалекта отмечаются в некоторых районах департаментов Дордонь и Ло и Гаронна региона Аквитания.
Провансальский диалект распространён главным образом в южной и юго-западной частях региона Прованс-Альпы-Лазурный Берег — в департаментах Буш-дю-Рон, Вар, Воклюз, а также в южных районах департамента Альпы Верхнего Прованса и в западных районах департамента Приморские Альпы. Кроме того говоры провансальского диалекта отмечаются в восточных районах департамента Гар региона Лангедок-Руссильон, а также в итальянских селениях (коммунах) Брига-Альта в провинции Кунео в Пьемонте и Оливетта-Сан-Микеле в провинции Империа в Лигурии.
На севере южноокситанские диалекты граничат с северноокситанскими, с которыми образуют непрерывный диалектный континуум — с лимузенским на северо-западе, с овернским — на севере и с виваро-альпийским — на северо-востоке. На востоке южноокситанские диалекты (провансальский) образуют постепенный переход через ментонские говоры (в Ментоне) к лигурскому языку. На западе река Гаронна и её приток Арьеж разделяют южноокситанский (лангедокский) и гасконский ареалы. На юге в Руссильоне с южноокситанским ареалом граничит ареал каталанского языка.
В ареале окситанского языка (включая и ареал южноокситанских диалектов) распространены смешанные языковые формы окситанских диалектов и региональных вариантов французского языка, получившие название франситан (фр. francitan).

## Особенности диалектов
Основной языковой чертой, по которой разделяют южный и северный ареалы окситанского языка, является наличие или отсутствие палатализации G и C перед гласной A. В южноокситанских диалектах палатализация G и C отсутствует: gal «петух» (лат. GALLU), cantar «петь» (лат. CANTARE) и т. п., в то время как в северноокситанских диалектах отмечается наличие палатализации, выражающееся в появлении на месте G и C аффрикат [t͡ʃ] / [t͡s] и [d͡ʒ] / [d͡z]): jalina [d͡ʒalino] «курица» (лат. GALINA), chabra [t͡ʃabro] «коза» (лат. CAPRA) и т. п.